# Nová Paka
Nová Paka (německy Neupaka) je město v okrese Jičín v Královéhradeckém kraji. Ve městě žije přibližně 9 000 obyvatel.

## Historie
Nejstarší zmínka o městě pochází z roku 1357 v souvislosti s dosazením faráře ke kostelu svatého Mikuláše. V této době bylo toto město nazýváno Paka Mladá (Jungpaka). Roku 1563 byla velká část města zničena požárem. V roce 1586 napadla město morová epidemie, která zhruba polovinu obyvatelstva zahubila. Dalších 450 obyvatel zahynulo při morové epidemii v roce 1625. Během třicetileté války muselo obyvatelstvo roku 1643 snášet plenění švédskou armádou, při kterém opět vyhořelo. Další požár v roce 1666 zničil budovy na hlavním náměstí. Požár město zachvátil i v letech 1710, 1827 a 1844. Důvodem častých požárů byla zejména výstavba ze dřeva.

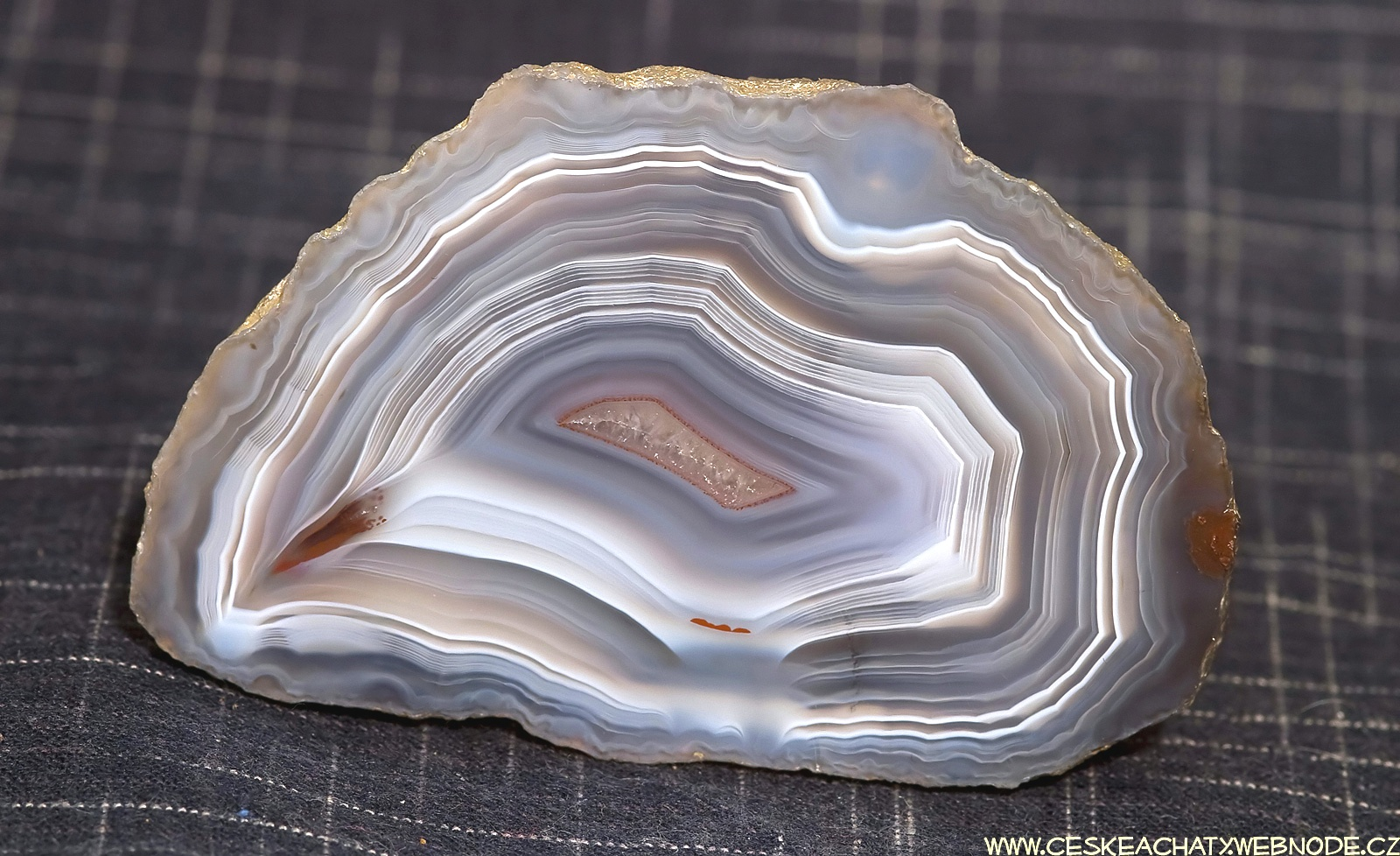
Achát nalezený v Nové Pace

Na přelomu 19. a 20. století byla Nová Paka jedním z hlavních center spiritismu. Dnes jeho pozůstatky můžete nalézt např. v Městském muzeu Nová Paka kde se nachází jedna z největších sbírek spiritistických kreseb v celé Evropě.

## Klášter paulánů
První kamennou stavbou ve městě byl klášter paulánů. Podnět k výstavbě kláštera dal majitel zdejšího panství svobodný pán Rudolf z Tiefenbachu ve své závěti z roku 1650. Přípravné práce byly dle závěti zahájeny po jeho smrti v roce 1653. Výkopové práce začaly v roce 1654, základní kámen byl položen v roce 1655. Obytná budova však byla dokončena až v roce 1701. Stavba klášterního kostela v barokním stylu byla zahájena roku 1709, vysvěcen byl v roce 1724 a v následujících letech dokončen. Za autora je považován jeden ze žáků Kryštofa Dienzenhofera. Kostel poté sloužil přicházejícím poutníkům. Na vnitřní vybavení však nebyly peníze a tak pomohla sbírka mezi místními občany. Většina mobiliáře byla pořízena až v následujících osmi letech. K jeho vybavení patřily dva obrazy od Josepha z Fuehrichu, Josefa Zeleného a především obrazy Petra Brandla. Fresky zhotovil Josef Kramolín. Za zmínku stojí i pozdně gotická Madona a soubor soch u varhan – dětské postavičky s hudebními nástroji v rukou tvořící orchestr. V roce 1737 bylo ke kostelu vystavěno kryté schodiště. V rámci josefínských reforem byl klášter zrušen. Do konventu byl na počátku 19. století přemístěn z Jičína vojenský vychovávací ústav pro děti. Od roku 1872 sloužila budova jako nemocnice.

## Obyvatelstvo
| Rok            | 1869  | 1880  | 1890  | 1900  | 1910  | 1921  | 1930  | 1950  | 1961  | 1970  | 1980  | 1991  | 2001  | 2011  | 2021  |
| -------------- | ----- | ----- | ----- | ----- | ----- | ----- | ----- | ----- | ----- | ----- | ----- | ----- | ----- | ----- | ----- |
| Počet obyvatel | 7 270 | 7 097 | 7 352 | 8 141 | 9 230 | 8 568 | 8 949 | 8 072 | 8 398 | 9 043 | 8 842 | 9 380 | 9 299 | 9 140 | 8 530 |
| Počet domů     | 902   | 944   | 948   | 1 058 | 1 238 | 1 336 | 1 625 | 1 892 | 1 796 | 1 835 | 1 847 | 2 231 | 2 333 | 2 497 | 2 503 |

## Městská správa

### Části města
- Heřmanice
- Kumburský Újezd se samotami U Větráku a Rumchalpa
- Nová Paka s osadou Desatero
- Podlevín s osadou V Balkách (též Balka)
- Přibyslav
- Pustá Proseč
- Radkyně s osadou Lesní Domky
- Štikov se samotami V Koutě a rekreační osada Sýkornice
- Studénka
- Valdov se samotami Končiny a Na Drahách
- Vlkov
- Vrchovina s osadou Na Patřině
- Zlámaniny

### Městské symboly
Vlajka byla městu udělena rozhodnutím předsedy Poslanecké sněmovny Parlamentu České republiky dne 2. září 1994.

## Doprava
Nová Paka se nachází na hlavním silničním tahu ze středních Čech do Krkonoš. Kolem zástavby vede silnice I/16, a to 8,5 kilometru dlouhým obchvatem, jedním z nejdelších obchvatů na českých silnicích I. třídy. Tato stavba zahrnuje šestnáct mostů, z nichž nejdelší je 423metrová estakáda nad Štikovskou roklí.
Stavba obchvatu začala 2. září 2022, otevřen byl 4. srpna 2025. Vybudovala jej společnost Porr s náklady 1,6 miliardy korun, z nichž 85 % pokryly prostředky Evropské unie.
Městem prochází železniční trať Chlumec nad Cidlinou – Trutnov, vlaky na ní zastavují ve stanici Nová Paka a na zastávce nazvané Nová Paka město.

## Pamětihodnosti

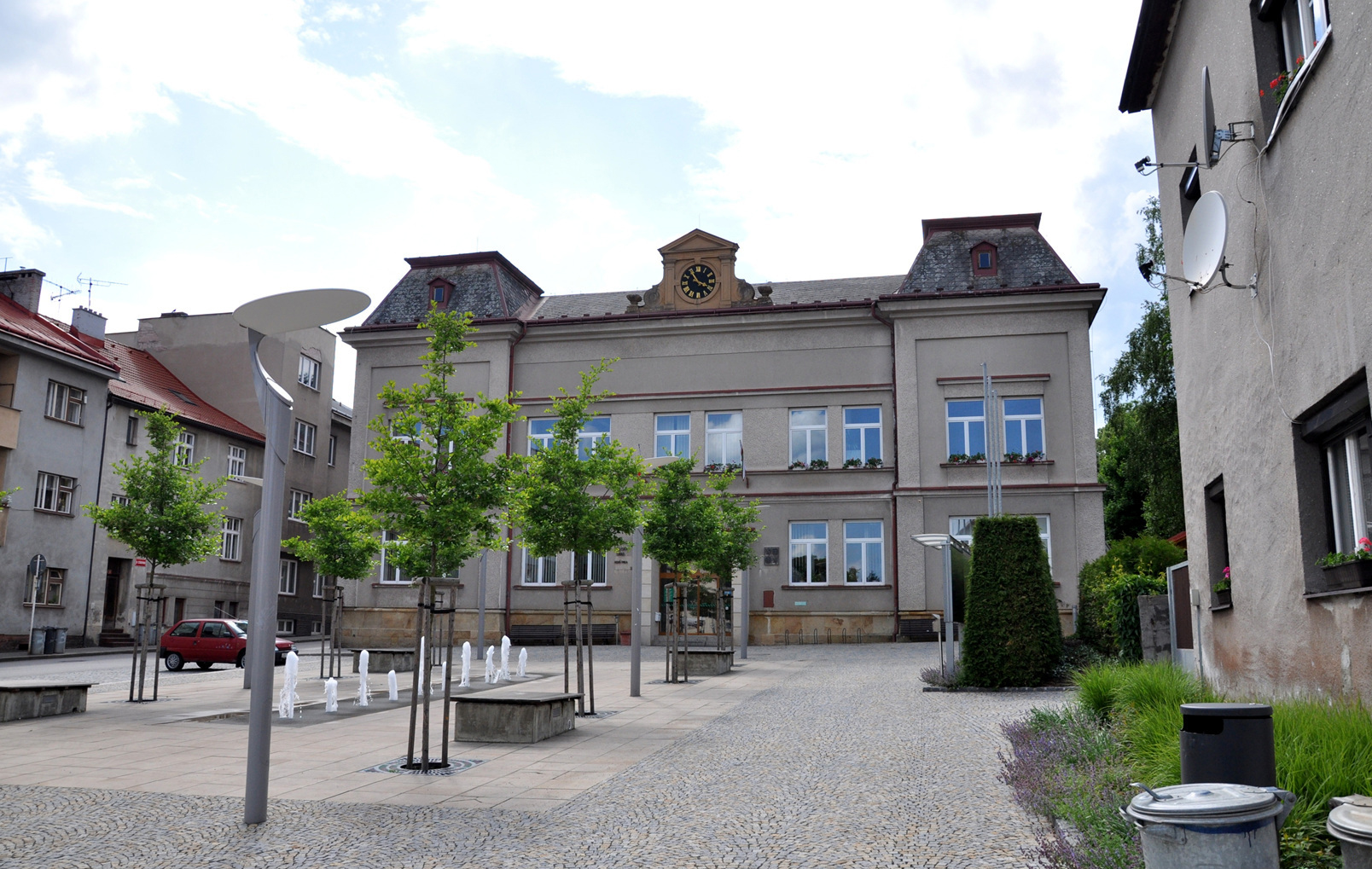
Novopacká radnice

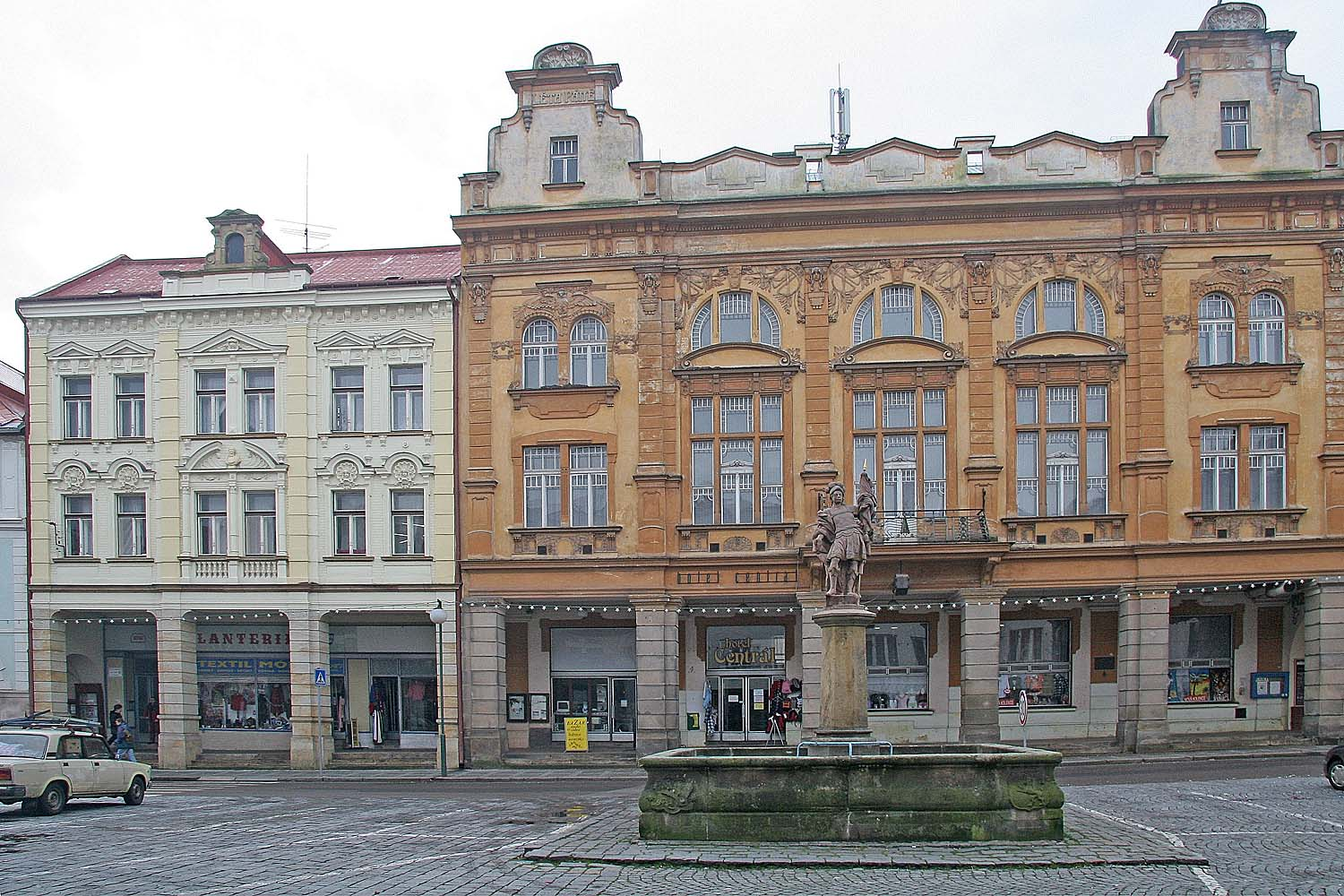
Hotel Central na náměstí v Nové Pace, v popředí je kašna

- Paulánský klášter, později nemocnice, s kostelem Nanebevzetí Panny Marie – významná barokní stavba z let 1709–1732 s freskami od Josefa Kramolína. Spolu s kostelem býval poutním místem.
- Farní kostel svatého Mikuláše na náměstí – první zpráva o kostele pochází z roku 1357, samotný kostel byl v roce 1872 přestavěn v novogotickém slohu
- Mariánský sloup na náměstí z roku 1716
- Kašna na náměstí z roku 1814[11]
- Dřevěný řeckokatolický chrám, zakoupený novopackým průmyslníkem Otto Kretschmerem a přenesený v roce 1930 z tehdejší Podkarpatské Rusi (z vesnice Obava v okrese Mukačevo).
- Zázračný obraz Panny Marie, který byl nejdříve umístěn v kapli nad městem, poté přenesen do farního kostela svatého Mikuláše. Zmínka o Madoně pochází z roku 1414.
- Křížová cesta
- Novopacký pivovar – stále fungující pivovar z roku 1871
- Hotel Central – novorenesančně-secesní budova z roku 1905 na náměstí, od roku 2016 jde o kulturní památku. Celý areál hotelu prochází v této době rekonstrukcí.
- Beckova vila
- Suchardův dům – expozice Městského muzea Nová Paka
- Paleopark Balka – areál zaměřený na geologii a paleontologii, otevřený roku 2024[12]
- Klenotnice – expozice Městského muzea Nová Paka věnovaná drahým kamenům a spiritismu. [11]
- Autogalerie V.I.T.V.A.R. – muzeum historickým automobilů a motocyklů, věnováno i automobilovému závodníkovi Antonínu Vitvarovi (zakladatel Krkonošského a Novopackého okruhu); technická památka
- Ve vitríně před muzeem také leží zkamenělý kmen stromu, který v Podkrkonoší rostl asi před 300 miliony lety v období karbonu.[13]

## Osobnosti
- František Faustin Procházka (1749–1809), český kněz a buditel, spisovatel
- František Matěj Hilmar (1803–1881), český hudební skladatel
- Jindřich Niederle (1840–1875), český klasický filolog
- Jan Machytka (1844–1887), architekt
- Josef Tulka (1846–1882), český malíř
- Jaroslav  Brent (1854 – 1902), architekt a stavitel
- Hynek Tomáš (1861–1956), český varhaník, sbormistr a hudební skladatel
- Josef Karel Šlejhar (1864–1914), český spisovatel
- Bohumil Tomáš (1871–1945), český dirigent a hudební skladatel
- Jan Opolský (1875–1942), český básník impresionismu a symbolismu
- Bohumil Kafka (1878–1942), český sochař
- Mikuláš Antonín Číla (1883–1983), akademický malíř, legionář, brigádní generál
- František Maizner(*1834), český loutkář
- Josef Maizner (*1804), český loutkář
- František Hák (1886–1974), český fotograf, otec Miroslava Háka
- Otakar Číla (1894–1977), český malíř
- Adolf Vrána (1908–1997), pilot 312. československé stíhací perutě RAF[14]
- Ladislav Zívr (1909–1980), český sochař
- František Gross (1909–1985), český malíř
- Josef Kocourek (1909–1933), český spisovatel
- Miroslav Hák (1911–1978), český fotograf, syn Františka Háka
- Stanislav Fejfar (1912–1942), pilot 310. a 313. československé stíhací perutě RAF, narodil se ve Štikově
- Otakar Hrubý (1913–1993), pilot 313. a 310. československé stíhací perutě RAF
- Radim Kalfus (1920–1985), spisovatel
- Jaroslav Buchar (1944), fyzik, profesor Mendelovy univerzity v Brně
- Jiří Horáček (1945), teoretický fyzik, profesor Univerzity Karlovy v Praze
- Naďa Urbánková (1939–2023), česká zpěvačka a herečka
- Jaromír Typlt (1973), český spisovatel, esejista, performer, výtvarný kurátor a editor
- Eva Le Peutrec (1980), česká architektka

### Suchardové

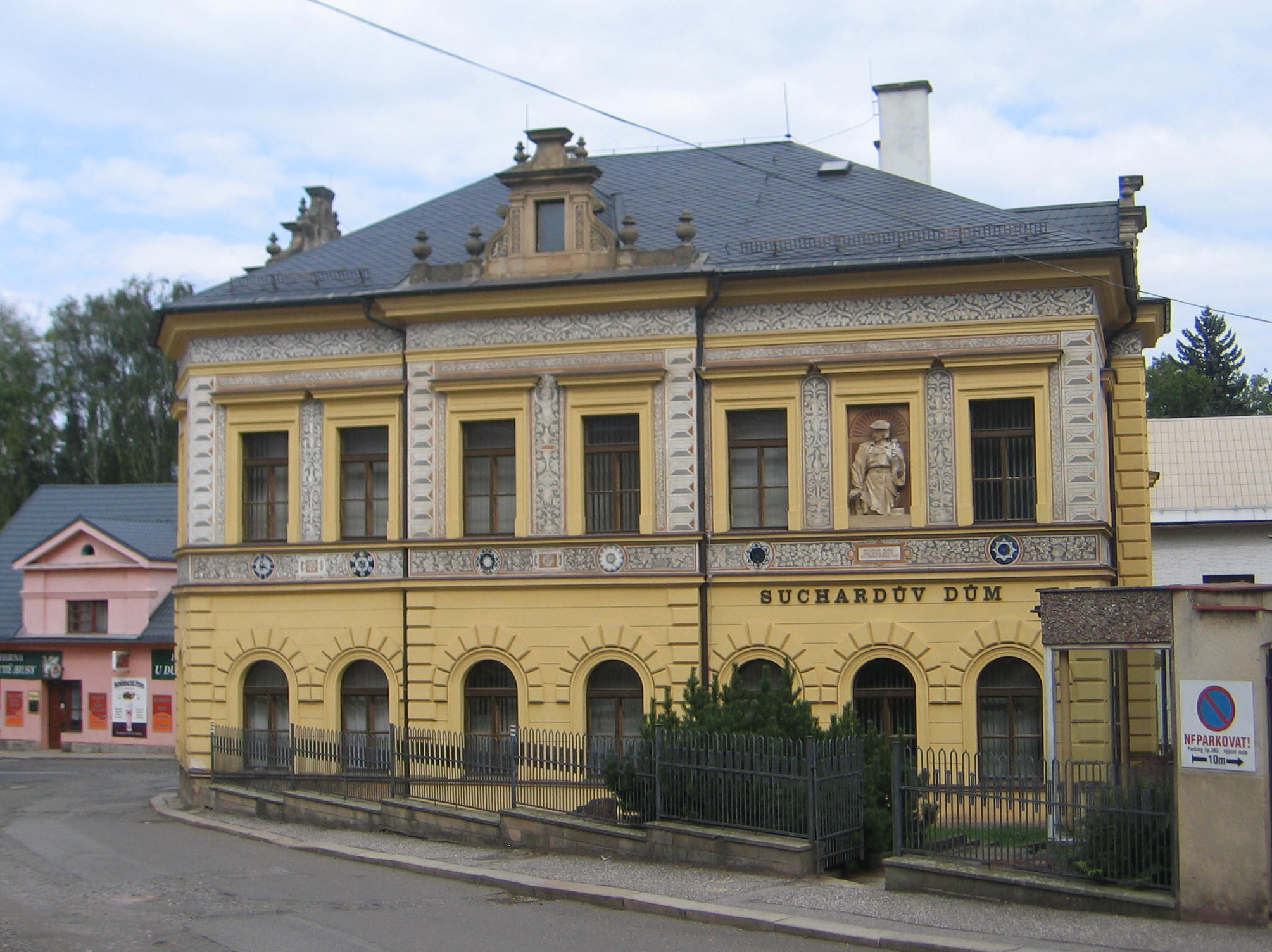
Suchardův dům

- Jan Sucharda starší (1770–1820), český řezbář, sochař a tkadlec. Jeho syn byl
- Jan Sucharda mladší (1797–1873), český řezbář, sochař a malíř. Jeho syn byl
- Antonín Sucharda starší (1812–1886), český řezbář, loutkořezbář, kreslič a malíř. Jeho syn byl
- Antonín Sucharda mladší (1843–1911), český řezbář, sochař, Sokol, spiritista a zakladatel Suchardova domu. Měl tři děti:
- Stanislav Sucharda (1866–1916), český sochař
- Vojtěch Sucharda (1884–1968), český sochař, restaurátor, řezbář a loutkář.
- Anna Boudová Suchardová (1870–1940), česká akademická malířka a keramička. Její syn byl Cyril Bouda (1901–1984), český malíř a ilustrátor, který se však narodil již v Kladně.

Poznámka:
Loutkáři Maiznerovi se znali s rodinou řezbářů Suchardových, kteří pravděpodobně pro ně tvořili loutky. Centrem tvorby Suchardů byl od roku 1896 tzv. Suchardův dům, který nechal postavit Antonín Sucharda mladší po svém návratu z Itálie podle návrhu architekta Jaroslava Breta. Na výzdobě domu se podíleli všichni členové rodiny i svědek svatby Anny Suchardové Mikoláš Aleš, který zde vytvořil sgrafito svatého Božetěcha. Dnes je zde expozice Městského muzea Nová Paka.

## Další fotografie

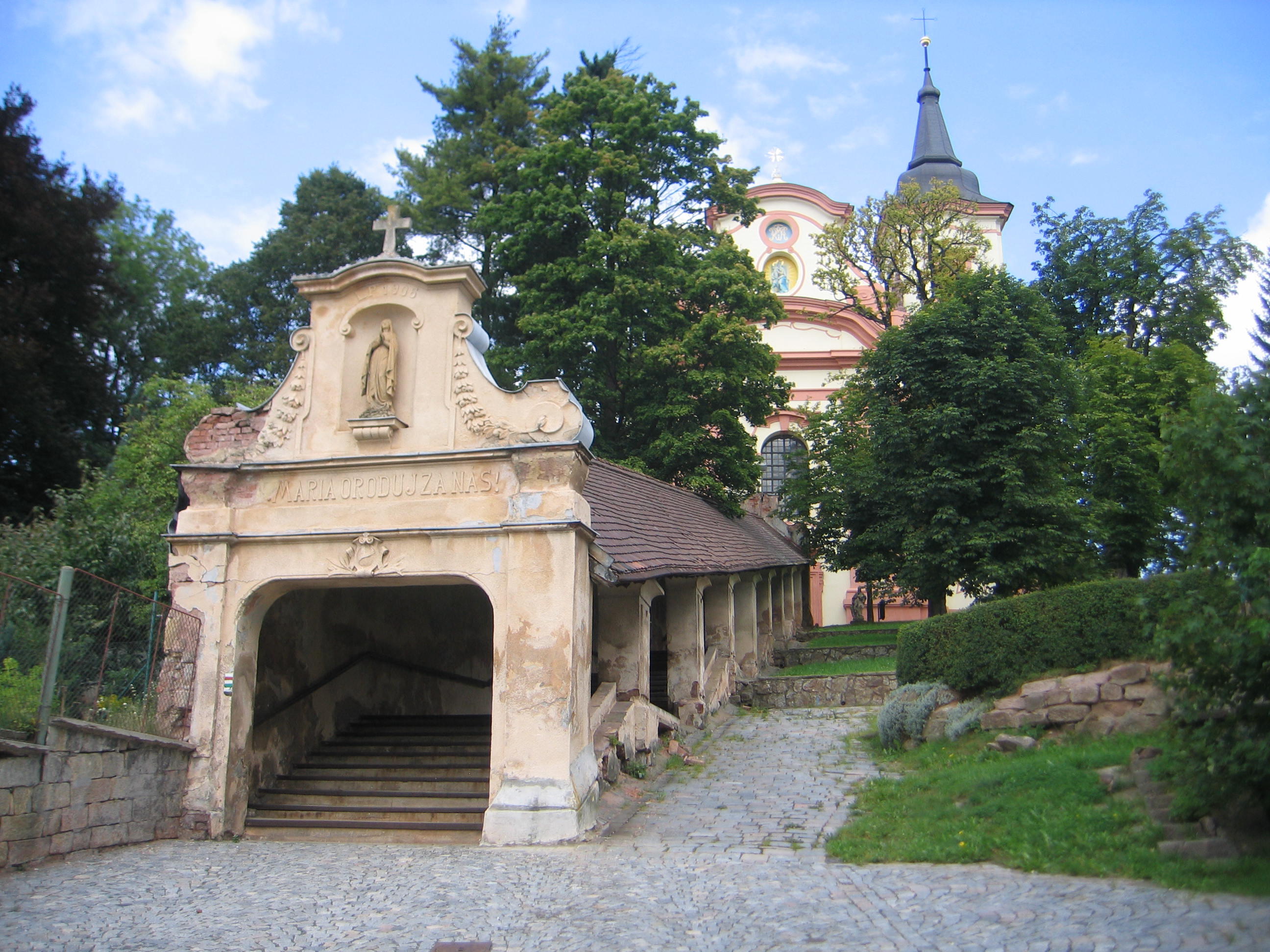
Klášterní kostel Nanebevzetí Panny Marie
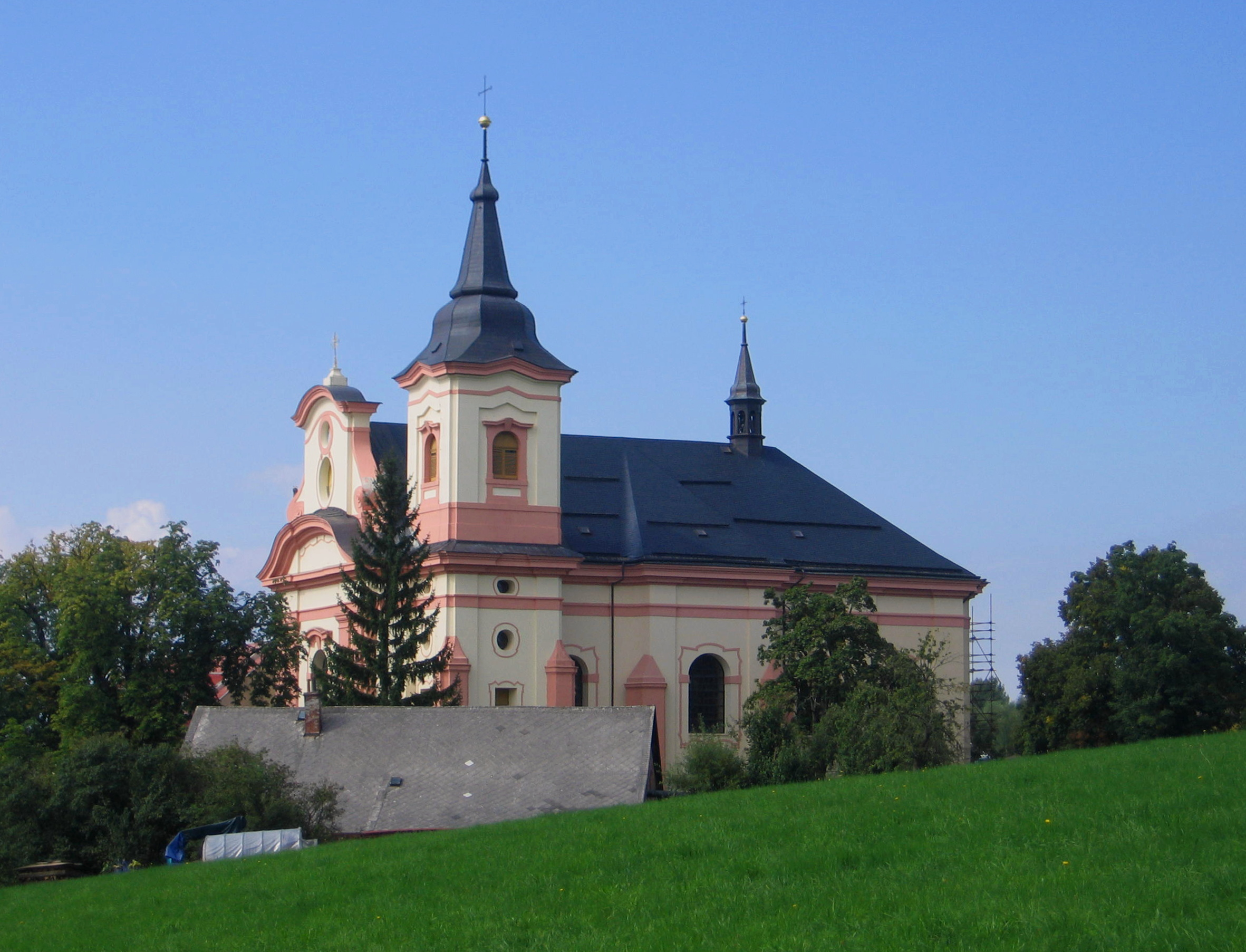
Klášterní kostel Nanebevzetí Panny Marie
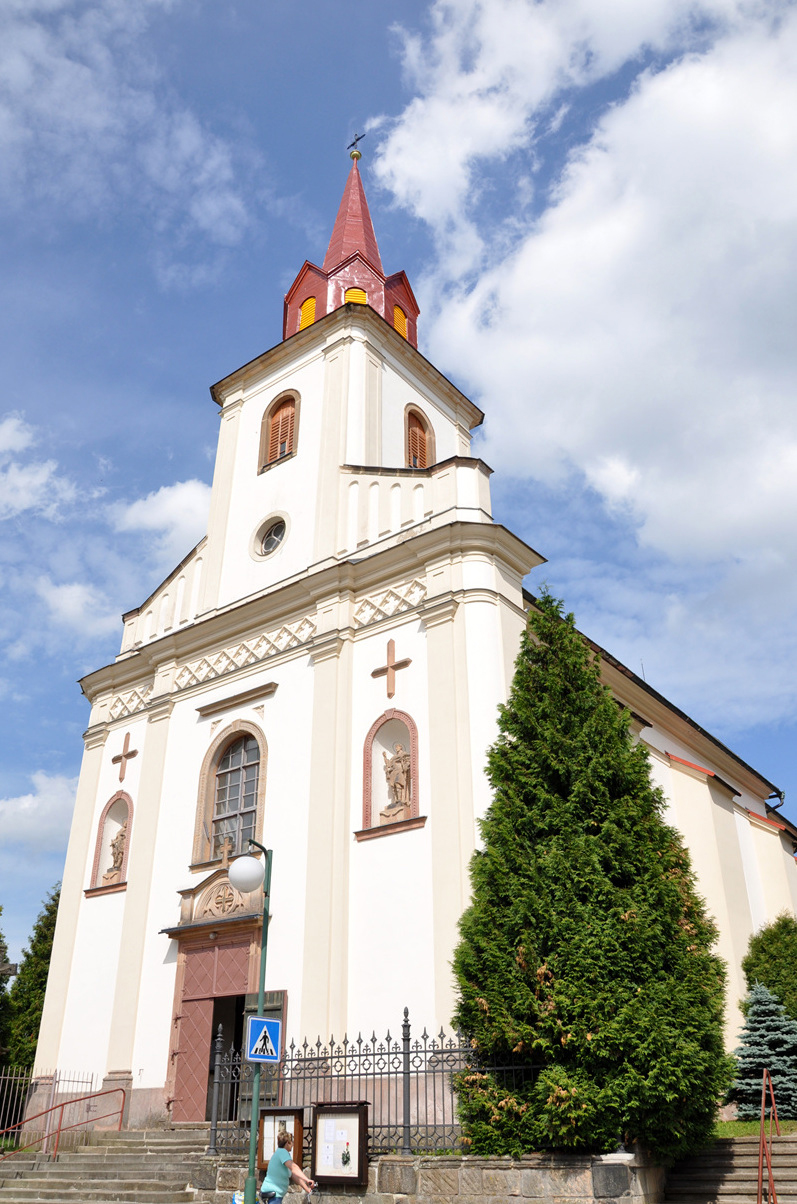
Farní kostel svatého Mikuláše
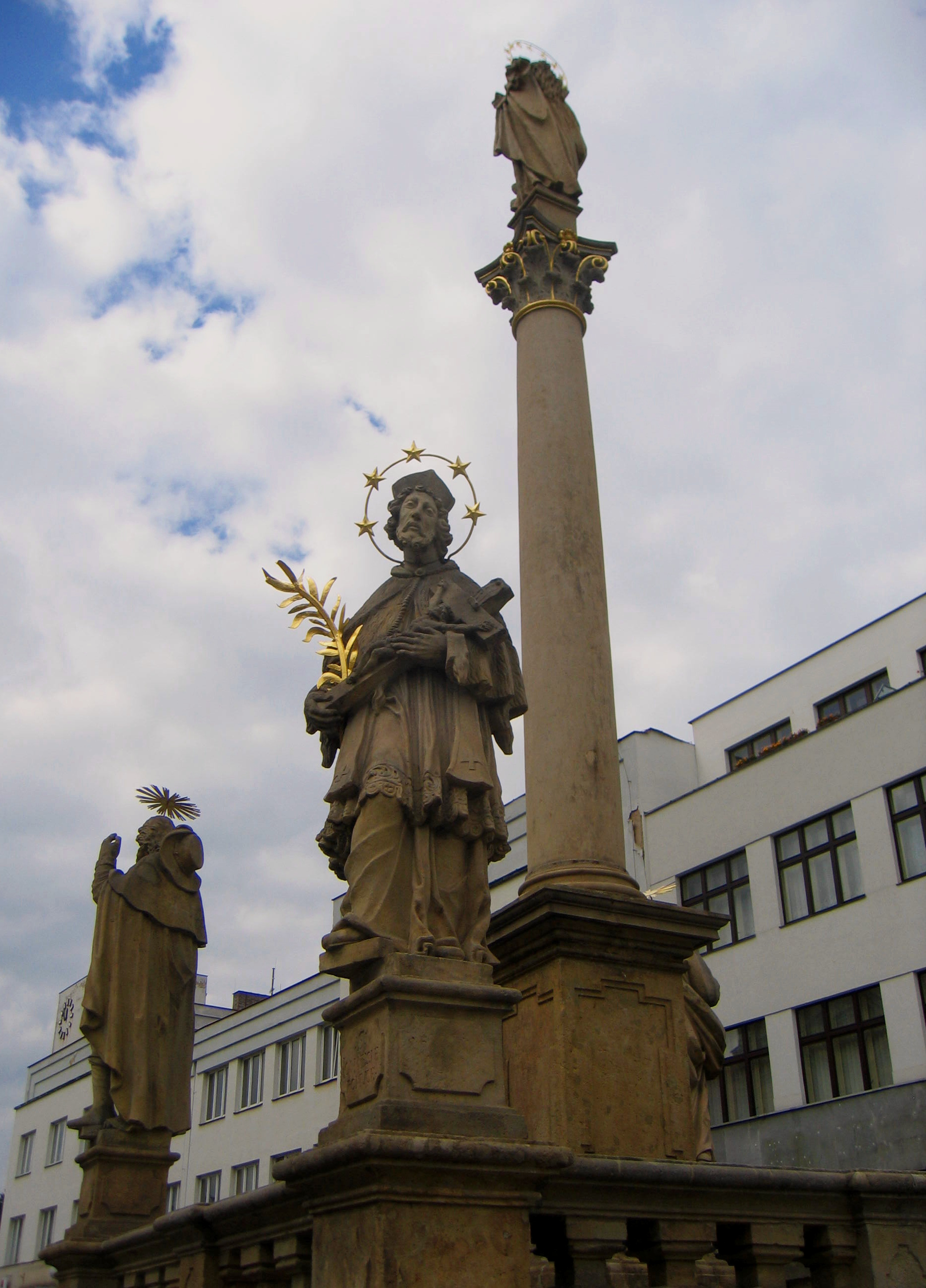
Morový sloup na náměstí
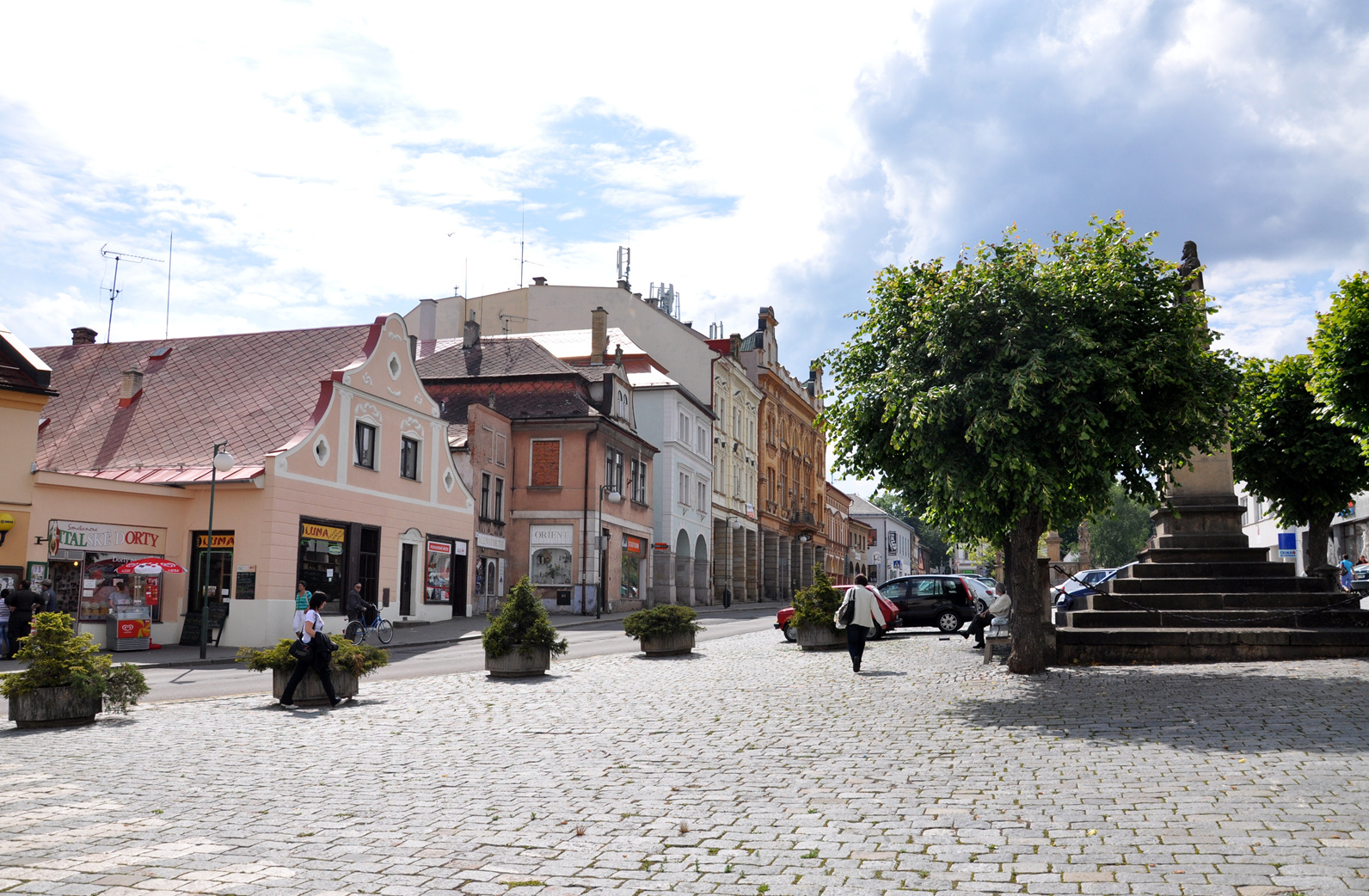
Obchody na náměstí
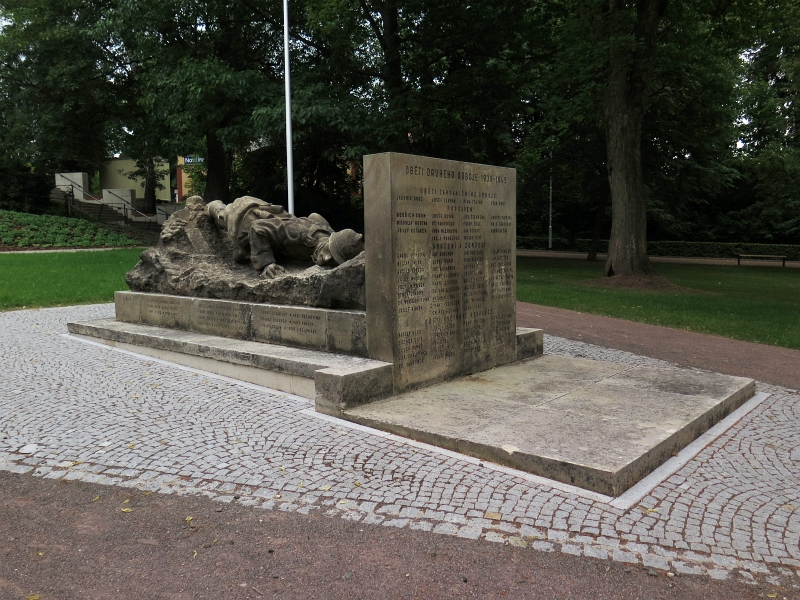
Pomník padlých v první světové válce